# Benda Kálmán
Benda Kálmán (Nagyvárad, 1913. november 27. – Budapest, 1994.  március 13.) Széchenyi-díjas magyar történész, levéltáros, a Magyar Tudományos Akadémia rendes tagja.

## Életpályája
Az 1930-as években iratkozott be a Pázmány Péter Tudományegyetem (PPTE) történelem–földrajz szakára, ahol 1937-ben szerzett tanári és bölcsészdoktori oklevelet. Egyetemi tanulmányai alatt az Eötvös Kollégium tagja volt. 1937–1938-ban Bécsben, Berlinben és Párizsban tanult ösztöndíjasként.
1936 és 1938 között a PPTE Magyar Történeti Intézete, illetve Újkori Egyetemes Történetei Intézete munkatársa volt kutatási ösztöndíjasként. 1938-ban a Tatai Népfőiskola igazgatójává nevezték ki, ahol négy évet töltött. Eközben a budapesti Református Gimnázium óraadó tanára, illetve a Vallás- és Közoktatásügyi Minisztérium segédfogalmazója volt. 1942 és 1945 között a Teleki Pál Tudományos Intézetnél dolgozott tudományos munkatársként. A második világháború után a Történettudományi  Intézetté átnevezett kutatóhely igazgatóhelyettese volt 1947-ig. Eközben 1945 és 1949 között a PPTE-n a török kori magyar történelmet oktatta. 1947 és 1949 között a Kelet-európai Tudományos Intézet helyettes igazgatója volt, amikor állásából politikai okokból elbocsátották.
Ezután alkalmi munkákból élt, majd 1950-től a Dunamelléki Református Egyházkerület levéltárosaként dolgozott. 1957 után rövid ideig az MTA Történettudományi Intézetének igazgatóhelyettese, majd 1958 és 1983 között munkatársa, majd főmunkatársa volt. 1983-ban osztályvezetővé nevezték ki, 1985 és 1987 között tudományos tanácsadói megbízást kapott, majd nyugállományba vonult, de tanácsadóként továbbra is részt vett az intézet munkájában.
1961-ben védte meg a történettudományok kandidátusi, 1979-ben akadémiai doktori értekezését. Az MTA Történettudományi Bizottságának is tagja lett. 1990-ben megválasztották a Magyar Tudományos Akadémia levelező, 1991-ben pedig rendes tagjává. 1980-tól a Dunamelléki Református Egyházkerület Ráday Gyűjteményét vezette. Részt vett a História című tudományos szakfolyóirat szerkesztőbizottságának munkájában. 1975 és 1977 között a Juhász Gyula Tanárképző Főiskola tanára volt. 1984-ben az Eötvös Loránd Tudományegyetemen címzetes egyetemi tanári címet kapott.
Fő kutatási területe az újkori magyar művelődés- és politikatörténet volt, valamint sokat foglalkozott az Erdélyi Fejedelemség történetével is.

## Díjai, elismerései
- A budapesti Református Teológiai Főiskola díszdoktora (1988)
- Széchenyi-díj (1992) – A történettudomány kiemelkedő műveléséért és népszerűsítéséért
- Szent-Györgyi Albert-díj (1992)
- Magyar Örökség díj (2000, posztumusz)

## Főbb művei

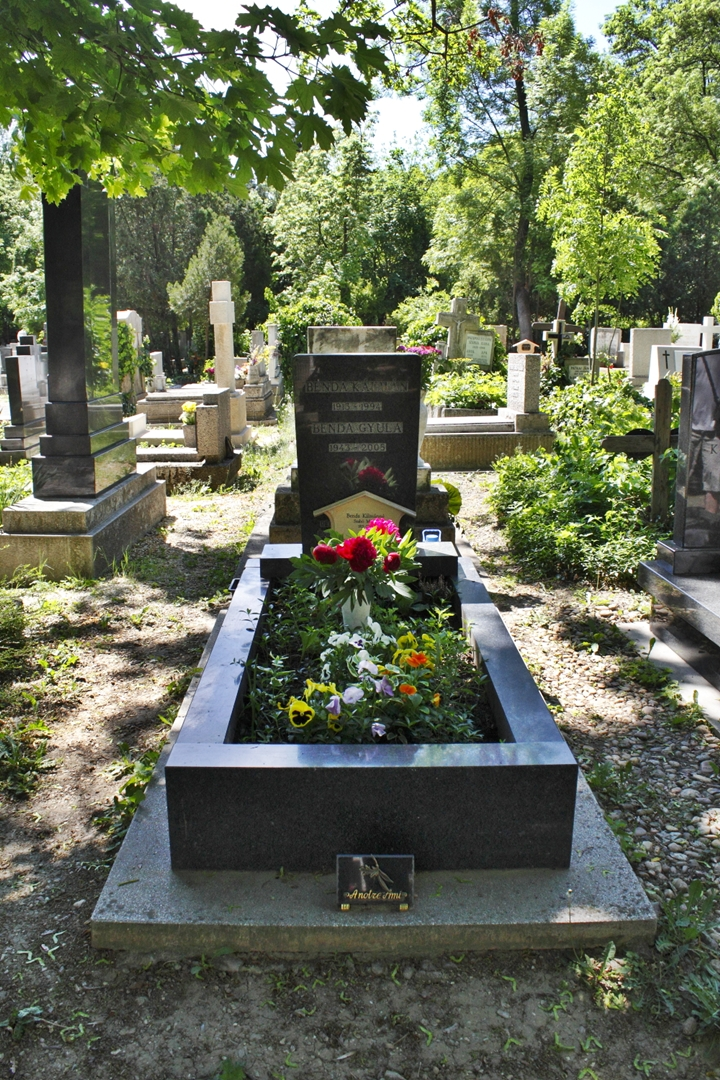
Benda Kálmán és Benda Gyula sírja a Farkasréti temetőben

- A magyar nemzeti hivatástudat története a XV–XVII. században (1937)
- Népfőiskolai útmutató; Tolnai Ny., Bp., 1940
- Bocskai István 1557–1606 (1942)
- A török kor német újságirodalma. A XV-XVII. századi német hírlapok magyar vonatkozásainak forráskritikájához (1942)
- Bocskai István függetlenségi harca (1952)
- A magyar jakobinusok iratai I–III. (1952–1957)
- A Bocskai-szabadságharc (1955)
- Ráday Pál iratai, 1-3.; sajtó alá rend. Benda Kálmán et al.; Magyar Történelmi Társulat, Bp., 1955–2003
- A magyar jakobinus mozgalom története (1957)
- A négyszáz éves debreceni nyomda. 1561–1961 (Irinyi Károllyal, 1961)
- XII. Károly; Akadémiai, Bp., 1967 (Életek és korok)
- Habsburg-abszolutizmus és rendi ellenállás a XVI–XVII. században; Tankönyvkiadó, Bp., 1975 (Történelemtudomány – történelemtanítás)
- Emberbarát vagy hazafi? Tanulmányok a felvilágosodás korának magyar történetéből (1978)
- A magyar korona regénye (Fügedi Erikkel, 1979)
- Magyarország története 1790–1848 I–II. (társszerző, 1980)
- Magyarország történeti kronológiája I–IV. (főszerkesztő, társszerző, 1981–1982)
- Erdély végzetes asszonya. Báthory Zsigmondné Habsburg Mária Krisztierna; Helikon, Bp., 1986 (Labirintus)
- Benda Kálmán–Péter Katalin: Az országgyűlések a kora újkori magyar történelemben; MTA Történettudományi Int–OPI, Bp., 1987 (Előadások a Történettudományi Intézetben)
- Bécs 1683. évi török ostroma és Magyarország; szerk. Benda Kálmán, R. Várkonyi Ágnes; Akadémiai, Bp., 1988
- Moldvai csángó-magyar okmánytár I–II. (1989)
- Bocskai István levelei (1992)
- A nemzeti hivatástudat nyomában. Történelmi, történelemelméleti, művelődéstörténeti, iskolapolitikai és csángómagyar tanulmányok, írások, interjúk; összeáll., szerk., utószó Lukáts János; Mundus, Bp., 2004 (Protestáns művelődés Magyarországon)
- Baranyai útinapló, 1955; szerk. Keresztes Dániel, bev., jegyz. Hamarkay Ede; Exodus, Erdőkertes, 2018